# Psychotria pongoana
Psychotria pongoana är en måreväxtart som beskrevs av Paul Carpenter Standley. Psychotria pongoana ingår i släktet Psychotria och familjen måreväxter. Inga underarter finns listade i Catalogue of Life.